# Heřmanov (Žďár nad Sázavou-i járás)
Heřmanov település Csehországban, a Žďár nad Sázavou-i járásban. Heřmanov Radňoves, Skřinářov, Vidonín, Milešín, Kadolec, Nová Ves és Křižanov településekkel határos. Lakosainak száma 222 fő (2024. január 1.).

## Népesség
A település lakosságának változását az alábbi diagram mutatja:
| Lakosok száma | 338  | 342  | 308  | 263  | 241  | 210  | 209  | 213  | 214  | 222  |
|               | 1869 | 1890 | 1921 | 1950 | 1980 | 2001 | 2017 | 2019 | 2022 | 2024 |